# NGC 589
NGC 589 (również PGC 5758) – galaktyka spiralna (S0-a), znajdująca się w gwiazdozbiorze Wieloryba. Odkrył ją Frank Muller w 1886 roku.